# Краснопольський Іван Володимирович
Іва́н Володи́мирович Краснопо́льський — солдат Збройних сил України.
У складі 80-ї бригади боронив Донецький аеропорт. В січні 2015-го пережив газову атаку, з ознаками отруєння госпіталізований в Дніпропетровському шпиталі.

## Нагороди
За особисту мужність і високий професіоналізм, виявлені у захисті державного суверенітету та територіальної цілісності України, вірність військовій присязі, відзначений — нагороджений
- орденом «За мужність» III ступеня (31.7.2015)